# Colorado Springs Sky Sox
De Colorado Springs is een Minor league baseballteam uit Colorado Springs, Colorado. Ze spelen in de Northern Division van de Pacific Conference van de Pacific Coast League. Hun stadion heet Security Service Field. Ze zijn verwant aan de Colorado Rockies.

## Titels
De Sky Sox hebben de Pacific Coast league twee keer gewonnen: in 1992 en 1995.